# A Free Soul
A Free Soul (bra Uma Alma Livre) é um filme norte-americano de 1931, do gênero drama romântico-policial, dirigido por Clarence Brown, com roteiro de John Meehan e Becky Gardiner baseado no romance autobiográfico A Free Soul, de Adela Rogers St. Johns, e na peça teatral homônima de Willard Mack.

## Sinopse
Stephen Ashe, criminalista famoso, cujo único defeito é ser alcoólatra, livra o gângster Ace Wilfong da prisão e o convida para uma festa em casa. Com seu charme e boas maneiras, Ace acaba por conquistar o coração de Jan, a filha desabusada de Stephen. Os dois fogem juntos, para desespero do advogado e de Dwight Winthrop, jogador de polo que ia casar-se com a moça. Dwight mata Ace e Stephen tenta inocentá-lo.

## Premiações
| Prêmio     | Categoria      | Recipientes      | Situação |
| ---------- | -------------- | ---------------- | -------- |
| Oscar 1932 | Melhor direção | Clarence Brown   | Indicado |
| Oscar 1932 | Melhor atriz   | Norma Shearer    | Indicada |
| Oscar 1932 | Melhor ator    | Lionel Barrymore | Venceu   |

## Elenco
| Ator/Atriz       | Personagem      |
| ---------------- | --------------- |
| Norma Shearer    | Jan Ashe        |
| Leslie Howard    | Dwight Winthrop |
| Lionel Barrymore | Stephen Ashe    |
| James Gleason    | Eddie           |
| Clark Gable      | Ace Wilfong     |
| Lucy Beaumont    | Mamãe Ashe      |

## Produção
O diretor Clarence Brown preferia Neil Hamilton para o papel de Ace Wilfong, mas Norma Shearer insistiu para que Clark Gable fosse contratado. A Free Soul acabou catapultando a carreira de Gable, ainda coadjuvante mas no papel fundamental de um gângster por quem a protagonista se apaixona. É também um dos maiores entre a cadeia de sucessos que Norma Shearer experimentou após The Trial of Mary Dugan.
O roteiro é baseado em livro de Adela Rogers St. Johns, publicado em 1927, e que trata de seu pai, um importante advogado criminal de Los Angeles. Lionel Barrymore desistiu de dirigir o filme para interpretar esse papel. Entre os grandes momentos da película, está a sequência no tribunal em que o causídico defende o ex-noivo da filha, acusado de assassinato. Ele o faz com tanta veemência que cai morto perante o júri! A cena deu a Barrymore o Oscar de Melhor Ator, além de um contrato eterno com a MGM.
Segundo Ken Wlaschin, este é um dos dez melhores filmes de Norma Shearer.